# Eufrosyne av Kiev
Eufrosyne av Kiev, född 1130, död 1193, var en ungersk drottning, gift med kung Géza II av Ungern. 

## Biografi
Hon var dotter till Mstislav I av Kiev och Liubava Dmitrievna och blev gift med Geza II år 1146. 
Eufrosyne levde ett passivt liv som drottning, men som änka blev hon en av Ungerns mest framträdande politiska aktörer. Hon beskyddade sin son Stefans tron mot hans farbröder genom att arrangera en allians med Böhmen mot Bysans. När Stefan avled 1172 försökte hon installera sin tredje son Geza på tronen i stället för sin andre son Bela, som vuxit upp i Bysans, men Bela erövrade tronen och fängslade Geza. Eufrosyne lyckades hjälpa Geza att fly, men han blev återigen fängslad 1177. När hon 1186 försökte få honom fri blev hon själv fängslad i fortet i Barancs. Hon frigavs efter en tid och förvisades då till Konstantinopel. Därifrån fortsatte hon till Jerusalem, där hon blev nunna.